# 진롱
진롱은 중국의 고전 묘수풀이 중 하나로, 높은 기술 수준의 멋진 수순과 해결 방법을 제시한 묘수풀이의 명작이다. 반전을 거듭하는 신기한 문제해결의 수단을 의미하기도 한다.